# Baoding
Baoding (chiń. 保定; pinyin Bǎodìng) – miasto o statusie prefektury miejskiej w Chinach, w prowincji Hebei, na południowy zachód od Pekinu. W 2010 roku liczba mieszkańców miasta wynosiła 1 141 567. Prefektura miejska w 1999 roku liczyła 10 500 897 mieszkańców. Ośrodek handlu oraz przemysłu chemicznego, elektronicznego, maszynowego, spożywczego, włókienniczego i skórzanego; w mieście działa uniwersytet, akademia medyczna i wyższe szkoły wojskowe. Siedziba rzymskokatolickiej diecezji Baoding.
W mieście znajduje się stacja kolejowa Baoding.

## Podział administracyjny
Prefektura miejska Baoding podzielona jest na:
- 3 dzielnice: Xinshi, Beishi, Nanshi,
- 4 miasta: Dingzhou, Zhuozhou, Anguo, Gaobeidian,
- 18 powiatów: Mancheng, Qingyuan, Yi, Xushui, Laiyuan, Dingxing, Shunping, Tang, Wangdu, Laishui, Gaoyang, Anxin, Xiong, Rongcheng, Quyang, Fuping, Boye, Li.

## Miasta partnerskie
- Charlotte, Stany Zjednoczone
- Yonago, Japonia
- Saijō, Japonia